# Wend von Wietersheim
Wend von Witersheim (Neuland, 18 aprile 1900 – Bad Honnef, 19 settembre 1975) è stato un generale tedesco.
Egli servì nella Wehrmacht, ricevendo diverse decorazioni, ed è stato condannato a 20 anni di carcere nel processo di Norimberga alla fine della seconda guerra mondiale alla quale partecipò come generale di fanteria.

## Biografia
Troppo giovane per partecipare alla prima guerra mondiale, studiò comunque dal 1912 per divenire ufficiale d'artiglieria, e uscì dall'Accademia Militare di Breslavia nel 1922 con il grado di tenente e partecipò attivamente alle attività dei Freikorps e partecipò al putsch di estrema destra di Kapp, fuggendo in tempo in Ungheria per non essere arrestato.
Di tendenze estremamente conservatrici, antisemite e nazionalistiche, quando salì al potere il governo di von Hindenburg, tornò in Germania come ufficiale nella Reichswehr e in Turingia come capitano; il suo compito in Turingia era di sedare presunti disordini comunisti, ma von Witersheim non si limitò ad incarcerare i rivoltosi, ma anche i comunisti che non intervenivano nella lotta ai reazionari. Inizialmente guardò Hitler non positivamente, essendo un rappresentante della "vecchia destra" e credette Hitler un rivoluzionario semi-bolscevico, ma poi lo sostenne nei riguardi del riarmo della Renania, e promosso maggiore di una divisione di Panzer, partecipò all'invasione della Renania.
Entrato a far parte del partito nazista nel 1937, amico di Wilhelm Keitel, ebbe una rapida carriera al Ministero della Guerra, fu promosso nuovamente colonnello ed ebbe il comando della 3. Panzer-Division e fu uno dei più fugaci sostenitori del riarmo e della guerra d'offesa, partecipando all'invasione della Polonia e della Francia; ebbe un ruolo molto importante nell'Operazione Barbarossa e coadiuvò le squadre di SS nell'opera di sterminio indiscriminato della popolazione civile slava; inoltre sostituì il generale von Reichenau quando egli morì per infarto, e per vendicarsi della morte del suo amato ufficiale superiore, ordinò di sterminare gli abitanti del villaggio di Bug.
Trasferito sul fronte occidentale e promosso tenente generale, dovette coadiuvare von Rundstedt nel tentativo di arrestare la marcia delle forze Alleate in Francia; si arrese alle truppe americane il 5 maggio 1945; processato da un tribunale militare a Metz, fu condannato a venti anni di carcere a Caen.
Morì il 19 settembre del 1975 all'età di 75 anni.